# Nyctunguis montereus
Nyctunguis montereus är en mångfotingart som först beskrevs av Chamberlin 1904.  Nyctunguis montereus ingår i släktet Nyctunguis och familjen småjordkrypare. Inga underarter finns listade i Catalogue of Life.